# Liste der Kulturdenkmale in Otterwisch

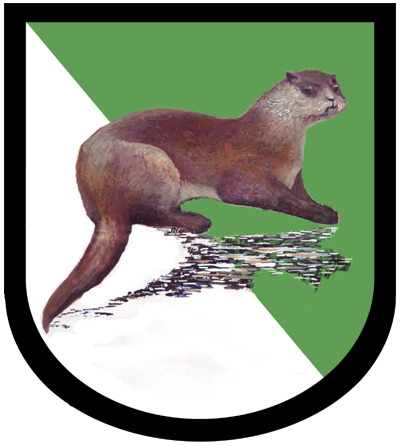
Wappen von Otterwisch

Die Liste der Kulturdenkmale in Otterwisch enthält die Kulturdenkmale in Otterwisch.
Diese Liste ist eine Teilliste der Liste der Kulturdenkmale in Sachsen.

## Legende
- Bild: Bild des Kulturdenkmals, ggf. zusätzlich mit einem Link zu weiteren Fotos des Kulturdenkmals im Medienarchiv Wikimedia Commons. Wenn man auf das Kamerasymbol klickt, können Fotos zu Kulturdenkmalen aus dieser Liste hochgeladen werden:
- Bezeichnung: Denkmalgeschützte Objekte und ggf. Bauwerksname des Kulturdenkmals
- Lage: Straßenname und Hausnummer oder Flurstücknummer des Kulturdenkmals. Die Grundsortierung der Liste erfolgt nach dieser Adresse. Der Link (Karte) führt zu verschiedenen Kartendiensten mit der Position des Kulturdenkmals. Fehlt dieser Link, wurden die Koordinaten noch nicht eingetragen. Sind diese bekannt, können sie über ein Tool mit einer Kartenansicht einfach nachgetragen werden. In dieser Kartenansicht sind Kulturdenkmale ohne Koordinaten mit einem roten bzw. orangen Marker dargestellt und können durch Verschieben auf die richtige Position in der Karte mit Koordinaten versehen werden. Kulturdenkmale ohne Bild sind an einem blauen bzw. roten Marker erkennbar.
- Datierung: Baubeginn, Fertigstellung, Datum der Erstnennung oder grobe zeitliche Einordnung entsprechend des Eintrags in der sächsischen Denkmaldatenbank
- Beschreibung: Kurzcharakteristik des Kulturdenkmals entsprechend des Eintrags in der sächsischen Denkmaldatenbank, ggf. ergänzt durch die dort nur selten veröffentlichten Erfassungstexte oder zusätzliche Informationen
- ID: Vom Landesamt für Denkmalpflege Sachsen vergebene, das Kulturdenkmal eindeutig identifizierende Objekt-Nummer. Der Link führt zum PDF-Denkmaldokument des Landesamtes für Denkmalpflege Sachsen. Bei ehemaligen Kulturdenkmalen können die Objektnummern unbekannt sein und deshalb fehlen bzw. die Links von aus der Datenbank entfernten Objektnummern ins Leere führen. Ein ggf. vorhandenes Icon  führt zu den Angaben des Kulturdenkmals bei Wikidata.

## Otterwisch
| Bild                                    | Bezeichnung | Lage                          | Datierung                         | Beschreibung | ID       |
| --------------------------------------- | --- | ----------------------------- | --------------------------------- | --- | -------- |
|                                         | Zwei Kilometersteine | (Karte)                       | um 1900                           | Die Streckenmarkierungssteine der Straße Pomßen–Bad Lausick, eine typische Ausführung in Sandstein mit oben abgerundetem Abschluss, verkehrsgeschichtlich von Bedeutung. Die Sandsteinblöcke sind oben abgerundet, die Inschrift ist verwittert. | 08965764 |
| Weitere Bilder                          | Dorfkirche Otterwisch (Kirche (mit Ausstattung), Kirchhof mit Einfriedung, Kriegerdenkmal für die Gefallenen des Ersten Weltkrieges und zwei alte Grabmale (für Carl Moritz Winter und Max Kunze)) | Hauptstraße (Karte)           | im Kern 13. Jh., später überformt | Eine im Kern romanische Chorturmkirche, besonders Chor und Turm im Barock umgestaltet, von ortsgeschichtlicher und bauhistorischer Bedeutung. Die Kirche ist eine Chorturmkirche mit Satteldach, eingezogenem Kirchenschiff, querschiffartigem rechteckigem Chor und Polygonalapsis, der Turm steht auf einem quadratischen und im oberen Teil auf oktogonalem Grundriss, und hat eine welsche Haube, Kupferlaterne und Knauf, die Wetterfahne mit Stern und Wappen mit Stierkopf. Das Westportal mit Vorbau (Dreiecksgiebelüberdachung und bekrönendem Kreuz aus Porphyrtuff), der Eingang von Porphyrtuffpilastern flankiert, die Westfassade und das Schiff mit Rundbogenfenstern, eine profilierte Steintraufe, Apsis innen mit Kreuzgratgewölbe, eine barocke Kanzel, in der Vorhalle Renaissanceepitaphien, dreiseitige Holzemporen auf Holzpfeilern. Die Einfriedung ist entlang der westlichen Kirchhofgrenze eine Ziegelsteinmauer mit quadratischen Pfeilern, auf Bruchsteinsockel und mit zweiflügligem Ziergittertor, die restlichen Mauern sind aus Bruchstein, ein Kriegerdenkmal für die Gefallenen des 1. Weltkrieges: aufrechtstehende, an Vorderseite glatt behauene Porphyrstele, Inschrift: „Für uns starben den Heldentod 1914–1918“ und die Namen der Gefallenen, Reliefs (Fackel, Stahlhelm, Eichenlaub, Fahne), Efeubewuchs, hinter dem Denkmal drei bogenförmig angeordnete Linden (Tilia spec.), Ein Gedenkstein, eine massive, monumentale Granitplatte auf rechteckigem Grundriss, nach oben verjüngend, Inschrift: „Dem edlem Geber C.M.W. (Winter, Spender des Winterstifts), geboren zu Otterwisch, den 22. September 1823, gefertigt von C. Schmidt, Leipzig, 1884“, zweiter Gedenkstein in ähnlicher Ausführung mit Inschrift: „Ruhestätte der Familie Max Kunze, hier ruhen in Frieden Elsa und Max Kunze (Schmiedemeister)“ um 1932, aus Beuchaer Granit, Relief (Hufeisen und Hammer, Lorbeerkranz). | 08965772 |
| Weitere Bilder                          | Kilometerstein | Hauptstraße 14 (vor) (Karte)  | um 1900                           | Der Streckenmarkierungsstein Nummer 4 der Straße Pomßen - Bad Lausick, eine typische Ausführung in Sandstein mit oben abgerundetem Abschluss, verkehrsgeschichtlich von Bedeutung. Der Kilometerstein mit abgerundetem oberem Abschluss aus Sandstein trägt die Inschrift: „4000 km“. | 08965767 |
| Direkt Bild zu diesem Denkmal hochladen | Wohnstallhaus eines Bauernhofes | Hauptstraße 20 (Karte)        | bez. 1823                         | Ein Zeugnis der bäuerlichen Bau- und Lebensweise, baugeschichtlich von Bedeutung. Das Gebäude ist zweigeschossig, das Erdgeschoss massiv (Bruchstein) und verputzt, im Obergeschoss Fachwerk, Holztraufe, das Krüppelwalmdach mit Biberschwanzdeckung, im Erdgeschoss Porphyrtufffenstergewände, ein profiliertes Segmentbogenportal mit Schlussstein aus Porphyrtuff, bezeichnet 1823 (Schlussstein), der Stallteil besitzt im Giebel Schiebefenster. | 08965766 |
| Direkt Bild zu diesem Denkmal hochladen | Lindners Haus (Wohnhaus und Toranlage) | Hauptstraße 36 (Karte)        | 18. Jh.                           | Ein barocker Putzbau mit aufwendig gestaltetem Eingangsportal, profilierten Fenstergewänden und Walmdach, altes Jagdhaus des Rittergutes, von ortshistorischer Bedeutung. Das Gebäude ist zweigeschossig, massiv und verputzt, traufseitig mit fünf Fensterachsen, symmetrische Gliederung mit mittigem Portal (genutete Eckquader, Schlussstein und gerade profilierte Überdachung) aus Porphyrtuff, die Rechteckfenster mit profiliertem Renaissancegewände aus Porphyrtuff, Putzgliederung (Ecklisenen, Gesimsband), profilierte Holztraufe, Walmdach, nach hinten späterer Treppenhausanbau, im Inneren eine Eichentreppe. Die Einfriedung mit zwei quadratischen Torpfeiler (Ziegelstein, verputzt) mit Kugelaufsatz aus Porphyrtuff. | 08965769 |
|                                         | Alte Schäferei (Ehemalige Schäferei) | Hauptstraße 41 (bei) (Karte)  | 18. Jh., spätere Veränderungen    | In der alten Ortslage Groitzsch, ehemals Teil des Rittergutes Otterwisch, von ortsgeschichtlicher und wirtschaftshistorischer Bedeutung. Ein eingeschossiger, verputzter Massivbau aus Ziegel-/Bruchsteinmischmauerwerk, mit Lisenen (ehemals Pilaster?) gegliedert, auf einem winkelförmigen Grundriss, das Satteldach mit Ladeluke, Segmentbogenfenster. | 08965648 |
|                                         | Friedhofskapelle und Friedhofstor | Hintere Dorfstraße (Karte)    | 1905/06                           | Ein Putzbau mit Ziegelgliederung im traditionalistischen Stil, von ortshistorischer Bedeutung. Ein eingeschossiger, verputzter Massivbau mit polygonaler Apsis, gelber Ziegelsteinsockel, Ziegelsteingliederung und Satteldach, originale Tür und Fenster. Die Einfriedung mit gelben Ziegelsteinpfeilern mit roter Gliederung (Friedhofstor 1993 erneuert und versetzt). | 08965765 |
| Direkt Bild zu diesem Denkmal hochladen | Häuslerhaus | Hintere Dorfstraße 10 (Karte) | bez. 1781                         | Ein zweigeschossiges Haus mit schlichter Putzfassade, im Kern wohl ein Fachwerkbau, die hölzerne Türrahmung mit Initialen und Datierung,Inschrift: bezeichnet 1781 TM, baugeschichtlich und heimatgeschichtlich von Bedeutung. | 08965763 |
| Direkt Bild zu diesem Denkmal hochladen | Häuslerhaus | Hintere Dorfstraße 15 (Karte) | 1. Hälfte 19. Jh.                 | Ein zweigeschossiges Haus, das Erdgeschoss massiv (Lehm, Bruch- und Ziegelstein), im Obergeschoss Fachwerk, von baugeschichtlicher und sozialhistorischer Bedeutung. Mit Satteldach, Holztraufe, die Giebel verbrettert. | 08965762 |
| ] Weitere Bilder                        | Sachgesamtheit Schloss und Rittergut Otterwisch: Schloss (Schloss 1) mit Brücke und Einfriedung mit Torbogen zum Park an der Straße Winterberg, Grablege der Familie von Arnim (siehe Einzeldenkmalliste - Obj. 08965960, Schloss 1), hufeisenförmig angeordnete Wirtschaftsgebäude (darunter Rittergut 2) mit Torhaus sowie zwei Wohngebäude (Rittergut 3 und 4) im Hof (siehe Einzeldenkmalliste - Obj. 08965761, Rittergut 2-4), weiterhin Schlossgarten sowie Schlossallee und Buchwiese (Gartendenkmale) und mit folgenden Sachgesamtheitsteilen: Wirtschaftshof mit weiteren Wirtschaftsgebäuden [Störelement: Neubau, Rittergut 1] | Rittergut 1; 2; 3; 4 (Karte)  | 18. Jh., spätere Veränderungen    | Eine kunstgeschichtlich und kulturhistorisch herausragende Schlossanlage des Barock, errichtet für die Gräfin Vitzthum von Eckstädt, Architekt: David Schatz, baugeschichtlich und ortsgeschichtlich von Bedeutung. 1727 erwarb die Gräfin Rahel Charlotte Vitzthum von Eckstädt (1676–1753) das Rittergut für ihren Sohn Ludwig Siegfried Vitzthum von Eckstädt (1716–1777), 1728–1730 Bau des Barockschlosses auf den Fundamenten des ruinösen Wasserschlosses, Entwurf wahrscheinlich von David Schatz, 1752–1754 wurde ein Barockgarten angelegt, ein kleiner Lustgarten als Vorgängeranlage ist verbürgt, der Entwurf wird dem Sächsischen Hofbaumeister Friedrich August Krubsacius zugeschrieben (vgl. KOCH), Gärtner: Johann Gottfried Grundeiß, 1779 erwarb die Familie Schwarzburg-Sondershausen das Rittergut, 1876? Erweiterung und Umgestaltung des Barockgartens in eine landschaftlich geprägte Anlage durch den Landschaftsgärtner Böttcher (möglicherweise auch erst nach 1882), 1882–1945 befand sich das Rittergut im Besitz der Familie von Arnim. Bauliche Schutzgüter sind - Einfriedung: aus der Zeit des Besitzers von Arnim, Stampfbetonmauer als westlicher Abschluss des Schlossgartens entlang der Straße Winterberg, - Erschließung: Zugänge: Zufahrtstor zum Schlossgarten mit Torpfeiler aus verputztem Ziegelmauerwerk mit gestufter Bekrönung, südlich davon große rundbogige Toreinfahrt (Ziegelstein) mit Schlussstein (bezeichnet 1913), flankiert von zwei kleineren rundbogigen Pforten (jetzt vermauert), konkav ausschwingender Abschluss als Übergang zur Einfriedungsmauer, Reste eines weiteren Tores an der Straße Waldsiedlung aus einem vollständigen Torpfeiler aus verputztem Ziegelmauerwerk und mit Ziegelabdeckung und einem Pfeilerstumpf, weiterer einzelner Torpfeiler aus verputztem Ziegelmauerwerk mit profilierter Sandsteinabdeckung auf Flurstück 1313, - Wegesystem: nicht mehr ablesbar, - Wasserelement: Reste des ehem. Schlossgrabens westlich des Schlosses, - Grablege der Familie von Arnim im Buchholz: vier Gräber für Arno Achim von Arnim (1919), Johann Georg von Arnim (1917), Marie von Arnim (1922) und Margaretha (1913), - Vegetation: Alleen und Baumreihen: zur Buchwiese führende Schlossallee als zentrale gestalterische Achse zur Buchwiese (ehemaliger Platz für Reiterspiele), westlicher Abschnitt Linden-Nachpflanzung (Tilia spec.), mittlerer Abschnitt Rosskastanien (Aesculus hippocastanum), im Osten wieder Linden (Altgehölze), Altgehölzbestand um die östlich des Schlosses befindlichen Schlosswiese, hervorzuheben ist ein Baumpaar aus Blut-Buchen (Fagus sylvatica f. purpurea) als östlicher Abschluss der Schlosswiese, Sonstige Schutzgüter sind - Bodenrelief: das Gelände steigt nach Süden hin an und ist in drei Ebenen terrassiert, die sicher noch aus der barocken Gestaltung stammen, der Höhensprung wird durch Böschungen abgefangen, - Blickbeziehung: vom Schloss durch die Schlossallee zur Buchwiese, | 09304535 |
|                                         | Einzeldenkmale der Sachgesamtheit Schloss und Rittergut Otterwisch: hufeisenförmig angeordnete Wirtschaftsgebäude (darunter Nr. 2) mit Torhaus sowie zwei Wohngebäude (Nr. 3 und 4) im Hof (siehe auch Sachgesamtheitsliste - Obj. 09304535, Rittergut 1–4) | Rittergut 2; 3; 4 (Karte)     | 18. Jh., spätere Veränderungen    | Als Teil des ehemaligen Rittergutes von baugeschichtlicher und ortshistorischer Bedeutung. Ein symmetrisch angelegter Wirtschaftshof auf hufeisenförmigem Grundriss, straßenseitiger Mittelflügel mit zentralem Torhaus, das Torhaus ist zweigeschossig, massiv, im Erdgeschoss eine Segmentbogentordurchfahrt mit Schlussstein, in der Tordurchfahrt ein Segmentbogenportal mit Schlussstein, das Krüppelwalmdach mit Biberschwanzdeckung, der nördliche Teil des Mittelflügels (straßenseitig) ist ein Pferdestall, zweigeschossig, massiv aus Bruchstein und verputzt, im Innerem ein Kreuzgratgewölbe und Porphyrtuffpfeiler, zum Teil Satteldach, am Eckbau Krüppelwalmdach mit Biberschwanzdeckung, schießschartenartige Fenster mit Porphyrtuffgewände, zum Teil Segmentbogenfenster mit Porphyrtuffgewände, zum Teil mit Schlussstein, ein hoher Sockel aus Porphyrtuffplatten, hofseitig Segmentbogenportale (Porphyrtuff) mit Schlussstein, der rechte Seitenflügel, eine ehemalige Scheune ist ein eingeschossiger Bruchsteinbau, massiv, verputzt, mit Krüppelwalmdach, drei große korbbogenförmige Toreinfahrten mit gestuftem Gewände aus Porphyrtuff, doppelt gestuft, im Dach flache Schleppgauben, im Inneren ehemalige Schrotmühle, linker Seitenflügel (ehemals Kuhstall): zweigeschossig, Bruchstein, verputzt, Krüppelwalmdach, Fenstergewände zum Teil in Porphyrtuff, zum Teil in Holz, Segmentbogenportal in Porphyrtuff, im Stall: Kreuzgratgewölbe und Porphyrtuffpfeiler, zwei Wohn- und Wirtschaftsgebäude im Hof (Wohngebäude der Bediensteten): markieren Zugangssituation zum Schloss, eingeschossig, verputzt, Mansarddach mit Schopf, Eingang mit Gewände aus Porphyrtuff giebelseitig, | 08965761 |
|                                         | Einzeldenkmale der Sachgesamtheit Schloss und Rittergut Otterwisch: Schloss mit Brücke und Einfriedung mit Toren zum Park an der Straße Winterberg und Grablege der Familie von Arnim (siehe auch Sachgesamtheitsliste - Obj. 09304535, Am Rittergut 1–4) | Schloss 1 (Karte)             | 1728–1730 (Schloss)               | Eine kunstgeschichtlich und kulturhistorisch herausragende Schlossanlage des Barock, errichtet für die Gräfin Vitzthum von Eckstädt, Architekt: David Schatz, baugeschichtlich und ortsgeschichtlich von Bedeutung Schloss: zweigeschossige Dreiflügel-Anlage auf hufeisenförmigem Grundriss, Mittelflügel (Corps de Logis): fünf Fensterachsen, dreiachsiger Mittelrisalit mit Dreiecksgiebel und Rundbogenfenstern im Erdgeschoss (mit Schlussstein als Kartusche) und Segmentbogenfenstern im Obergeschoss (gerade Überdachung), mittleres Fenster mit gesprengtem Volutengiebel und Wappenkartusche, Pilaster- und Lisenengliederung, Porphyrtuffsockel, Fenster- und Türgewände Porphyrtuff, profiliertes Gewände, Seitenflügel: im Giebel drei Fensterachsen, hofseitig vier Fensterachsen, geohrte profilierte Rechteckfenster, profilierte Traufe aus Porphyrtuff, alte zum Teil originale Fenster, Mansarddach (Biberschwanzdeckung, Lübschützer Ziegel) und stehende Gauben, Gartenseite: elf Fensterachsen, dreiachsiger Mittelrisalit mit Dreiecksgiebel, ähnliche Gliederung wie Hofseite, im Mansarddach (abgewalmt) Schleppgauben, eingeschossiger Anbau (auf ovalem Grundriss) mit Balkon (1876), Ecklisenen im Inneren barocke Raumstruktur, Vestibül mit toskanischen Säulen und Kreuzgratgewölbe, Bogenbrücke über den Schlossgraben zum inneren Schlosshof (Cour d'honneur): flacher Segmentbogen aus Porphyrtuff, Abdeckplatten aus profiliertem Porphyrtuff, Geländer nur einseitig vorhanden, Balustrade aus Porphyrtuff-Balustern und Eckpfeilern Abdeckplatten aus profilierten Porphyrtuffplatten, Einfriedung des Parkes aus der Zeit des Besitzers von Arnim (bis Großbucher Straße): Betonmauer, Ziegelstein-Torpfeiler mit gestufter Bekrönung, große rundbogige Toreinfahrt (Ziegelstein) mit Schlussstein (bezeichnet 1913), flankiert von zwei kleineren rundbogigen Pforten (jetzt vermauert), konkav ausschwingender Abschluss als Übergang zur Einfriedungsmauer, Grablege der Familie von Arnim: vier Gräber, für Arno Achim von Arnim (1919), Johann Georg von Arnim (1917), Marie von Arnim (1922) und Margaretha (1913), | 08965960 |
| Weitere Bilder                          | Pfarrhof (Pfarrhaus, Scheune des Pfarrhofes und Zufahrtsbrücke über den Göselbach sowie Lindenpaar) | Winterberg 2 (Karte)          | bez. 1722                         | Das Pfarrhaus ist ein barocker Putzbau mit Segmentbogenportal und Krüppelwalmdach, die Scheune massiv, ein rahmendes Lindenpaar östlich des Pfarrhauses, baugeschichtlich, ortsgeschichtlich und landschaftsgestaltend von Bedeutung. Das Pfarrhaus ist bezeichnet mit 1722 im Schlussstein, zweigeschossig, massiv, verputzt, und mit Krüppelwalmdach (im Giebel Schieferdeckung, sonst Biberschwanzdeckung), Porphyrtuffgewände, alte Fenster, ein Segmentbogenportal mit schariertem Gewände und Viertelstabgewände, an Traufseite fünf Fensterachsen, symmetrische Gliederung, Ecklisenen, profilierte Holztraufe, eine Bogenbrücke als Zufahrt zum Pfarrhof aus Bruchstein mit Schlussstein aus Porphyrtuff, die Scheune ist bezeichnet mit 1883 im Schlussstein, ist ein verputzter Massivbau mit Bruchsteinsockel, Tor- und Türöffnungen mit Schlusssteinen, das Satteldach mit Ladeluke, Ziegelsteintraufe, das Lindenpaar ist ein markantes Baumpaar aus Linden (Tilia spec.) oberhalb einer Böschung östlich des Pfarrhause und wirkt als Landmarke weit in die Landschaft. | 08965771 |
| Weitere Bilder                          | Transformatorenturm | Winterberg 5 (bei) (Karte)    | um 1920                           | Ein technisches Denkmal der Elektrifizierung der Region als eingeschossiger Putzbau auf quadratischem Grundriss, der Rundbogeneingang mit Ziegelsteingewände, Ziegelsteinsockel, die Holztraufe erneuert, ein vierseitiges Pultdach, darüber eine quadratische Laterne in Fachwerk, Isolatoren, Zeltdach, Biberschwanzdeckung, Emailleschild "Großbuch". | 08965770 |

## Großbuch
| Bild                                    | Bezeichnung | Lage                  | Datierung                               | Beschreibung | ID       |
| --------------------------------------- | --- | --------------------- | --------------------------------------- | --- | -------- |
| Weitere Bilder                          | Kilometerstein | (Karte)               | um 1900                                 | Der Streckenmarkierungsstein Nummer 6 der Straße Pomßen–Bad Lausick, in typischer Ausführung in Sandstein mit oben abgerundetem Abschluss, verkehrsgeschichtlich von Bedeutung. Der Sandsteinblock ist oben abgerundet und trägt die Inschrift: „6.000 km“. | 08965768 |
| Direkt Bild zu diesem Denkmal hochladen | Hof Ledig (Seitengebäude (Auszugshaus und Stallgebäude) eines ehemaligen Dreiseithofes) | Buchenring 6 (Karte)  | 1835                                    | Ein Zeugnis bäuerlicher Bau- und Lebensweise in beeindruckender Fachwerkbauweise, baugeschichtlich von Bedeutung. Das Wohnstallhaus aus der Zeit um 1800 war zweigeschossig, das Erdgeschoss massiv aus Bruchstein, im Obergeschoss Fachwerk, die Fenstergewände in Porphyrtuff, die Türgewände in Sandstein bzw. in Kunststein, Satteldach. Das Seitengebäude (Auszugshaus mit Stall) ist zweigeschossig, das Erdgeschoss massiv (Lehm und Bruchstein), im Obergeschoss Fachwerk, Tür- und Fenstergewände sind größtenteils in Holz, sonst Kunststein, Krüppelwalmdach. Das Wohnstallhaus wurde vor 2012 abgebrochen. | 08965756 |
| Direkt Bild zu diesem Denkmal hochladen | Hof Herfurth (Seitengebäude (Auszugshaus) eines Dreiseithofes) | Buchenring 8 (Karte)  | bez. 1855                               | Ein Zeugnis bäuerlicher Bau- und Lebensweise des 19. Jahrhunderts mit straßenbildprägendem Giebel, baugeschichtlich von Bedeutung. Das Gebäude ist bezeichnet mit 1855 im Türsturz, zweigeschossig, das Erdgeschoss und die Giebel massiv, im Obergeschoss zum Hof vermutlich Fachwerk, insgesamt verputzt, die Fenstergewände im Giebel in Porphyrtuff, die Fenster in der Giebelspitze mit Verdachung in Porphyrtuff, die Türgewände in Porphyrtuff (davon eines mit Inschrift: „F. Eduard Herfuth 1855“), Holztraufe, das Krüppelwalmdach mit Fledermausgaube. | 08965760 |
|                                         | Transformatorenturm | Dorfstraße (Karte)    | um 1920                                 | Eine pagodenförmige Station technikgeschichtlich und ortsentwicklungsgeschichtlich von Bedeutung. Ein verputzter Massivbau auf einem Ziegelsteinsockel, die Türrahmung in Ziegelstein, Stahltür, verputzte Holztraufe, der Aufsatz mit Schiefer verkleidet, Isolatorenaufhänger, Holztraufe, Zeltdach mit Knauf. | 08965755 |
| Direkt Bild zu diesem Denkmal hochladen | Wohnstallhaus (mit rückwärtigem Anbau), Seitengebäude (über winkelförmigem Grundriss) und Scheune eines Vierseithofes | Dorfstraße 3 (Karte)  | bez. 1848                               | Das Seitengebäude mit Fachwerk-Obergeschoss und Segmentbogenportal, das Wohnstallhaus ist ein schlichter Putzbau mit Krüppelwalmdach, Scheune massiv, Zeugnis bäuerlicher Bau- und Lebensweise des 18./19. Jahrhunderts, baugeschichtlich und ortsgeschichtlich von Bedeutung. Das Wohnstallhaus, bezeichnet mit 1848 im Türsturz ist ein zweigeschossiger, verputzter Massivbau, die Türgewände in Porphyrtuff mit Verdachung, Fenstergewände größtenteils in Porphyrtuff, Holztraufe, Krüppelwalmdach, rückwärtig abgeschleppter Anbau. Das Seitengebäude wurde 1793 erbaut, ein Stallgebäude auf winkelförmigem Grundriss mit Auszugshaus und Tordurchfahrt, zweigeschossig, das Erdgeschoss massiv (Lehm), im Obergeschoss Fachwerk, die Türgewände in Porphyrtuff mit Schlussstein, Fenstergewände in Porphyrtuff, Giebel massiv erneuert, das Krüppelwalmdach mit Fledermausgauben. Die Scheune ist bezeichnet mit 1897 auf einer Inschrifttafel, ist ein verputzter Bruchsteinbau mit Kumthalle (zweibogig, Stütze in Kunststein), Überfangbogen in Ziegelstein, Inschrifttafel und Schlussstein bezeichnet: 1897 und Name des Besitzers „Ernst Ettig“, Ziegelsteintraufe, Satteldach. | 08965754 |
| Direkt Bild zu diesem Denkmal hochladen | Wohnhaus eines Vierseithofes | Dorfstraße 6 (Karte)  | Anfang 19. Jh.                          | Ein Zeugnis bäuerlicher Bau- und Lebensweise vergangener Zeit, baugeschichtlich von Bedeutung. Das Bauernhaus ist zweigeschossig, im Erdgeschoss massiv, das Obergeschoss Fachwerk, Türgewände in Porphyrtuff, die Fenster später verändert, die Giebel massiv erneuert, das Satteldach rückwärtig abgeschleppt mit Schieferdeckung. Das Seitengebäude ist ein eingeschossiger, verputzter Massivbau mit steilem Satteldach - Seitengebäude vor 2014 überwiegend abgebrochen. | 08965759 |
| Direkt Bild zu diesem Denkmal hochladen | Seitengebäude (mit Oberlaube) eines ehemaligen Vierseithofes | Dorfstraße 8 (Karte)  | vermutlich Ende 18. Jh. (Seitengebäude) | Ein Zeugnis bäuerlicher Bau- und Wirtschaftsweise in der Region, ein Fachwerkbau mit seltener Oberlaube, baugeschichtlich von Bedeutung. Das Gebäude ist zweigeschossig, das Erdgeschoss massiv (Bruchstein), im Obergeschoss Fachwerk mit Oberlaube, die Tordurchfahrt mit verblatteten Streben, Satteldach, im Inneren ein gewölbter Stallteil. | 08965758 |
| Direkt Bild zu diesem Denkmal hochladen | Seitengebäude (Auszugshaus) eines Dreiseithofes | Dorfstraße 10 (Karte) | Mitte 19. Jh.                           | Ein ortsbildprägender Fachwerkbau, Zeugnis bäuerlicher Bau- und Lebensweise des 19. Jahrhunderts, baugeschichtlich von Bedeutung. Das Gebäude ist zweigeschossig, das Erdgeschoss massiv, im Obergeschoss Fachwerk, die Tür- und Fenstergewände größtenteils in Holz, die Giebel verkleidet, Satteldach. | 08965757 |
| Weitere Bilder                          | Dorfkirche Großbuch (Kirche (mit Ausstattung), Kirchhof mit Einfriedungsmauer, einigen alten Grabmalen (Grabmale Altner, Ettig, Matthes und ein klassizistisches Grabmal) und Kriegerdenkmal für die Gefallenen des Ersten Weltkrieges) | Schulgasse (Karte)    | um 1150, später überformt               | Eine romanische Chorturmkirche mit quadratischem Chor, Ende 19. Jahrhundert neoromanisch überformt, von baugeschichtlicher, ortsbildprägender und ortshistorischer Bedeutung. Die Chorturmkirche ist ein verputzter Bruchsteinbau mit quadratischem Chor. - Erbbegräbnis Altner (Anne Bertha Altner gest. 1910), - Grabmal Olga Selma Matthes (gest. 1908), - Erbbegräbnis Ettig (Gutsauszügler Friedr. Ernst Ettig gest. 1910), - klassizistisches Grabmal in Sandstein (Mitte 19. Jahrhundert), - Das Kriegerdenkmal ist ein Porphyrtuffblock, im Sockel Eiserne Kreuze und Inschrift „1914–1918“, Stahlhelm-Relief und Inschrift: „Unseren im Weltkrieg gefallenen Helden“ (stark verwittert), Eichenlaub-Relief, Inschrift (Namen der Toten), Medaillon mit Soldatenrelief, pyramidaler Abschluss. | 08965753 |